# Riječki komorni orkestar
Riječki komorni orkestar
U želji da se u Rijeci odvija i taj vid glazbene aktivnosti godine 1976. nekolicina glazbenih entuzijasta osnovala je Riječki komorni orkestar. Ansambl se sastoji od gudačkog korpusa, koji čini jezgru ansambla, kojemu se po potrebi mogu pridružiti i drugi glazbenici na puhačkim instrumentima.
Svi članovi ansambla su diplomirani glazbenici, a mnogi od njih sviraju i u drugim komornim sastavima ili se bave koncertnom djelatnošću kao solisti, dok se neki bave i pedagoškim radom odgajajući nove generacije glazbenika.
Umjetnički i glazbeni ravnatelj ansambla je od osnutka bio maestro prof. Peter Škrjanec, dok je 1991. godine tu dužnost preuzeo violončelist David Stefanutti.
Repertoar orkestra sadrži djela svih razdoblja, od baroka do suvremenih autora, a posebna pažnja je usmjerena izvođenju djela suvremenih hrvatskih autora.
Tijekom svoje dugogodišnje aktivnosti Riječki komorni orkestar postigao je laskave uspjehe u mnogim koncertnim sjedištima Hrvatske, Slovenije i Italije (Venezia, Vicenza, Trst) sudjelujući u velikom broju glazbenih smotri.

1999. snimio je nosač zvuka "Od Zajca do naših dana".
Riječki komorni orkestar je do sada surađivao s vrsnim solistima i dirigentima: Josip Klima, Stanko Arnold, Anton Grčar, Valter Dešpalj, Olga Šober, Anđelka Rušin, Jadranka Gašparović, Nina Kovačić, Diana Grubišić-Ćiković, Valter Veljak, Roberto Haller i Ingrid Haller, Dušan Prašelj, Giovanni Fornasieri, Tea Grubišić, Mauro Šestan, Ida Cavaliere, Fabrizio Maschino, Valentin Skljarenko, Kristina i Robert Kolar, Saša Britvić, Stjepan Hauser, Adriano Martinolli D'Arcy, Luisa Sello, Jasna Corrado-Merlak i drugi.
Česti su nastupi i s Riječkim oratorijskim zborom kojeg vodi maestro Dušan Prašelj.

## Poveznice
- David Stefanutti